# Estadio César Flores Marigorda
O Estadio Municipal César Flores Marigorda é um estádio de futebol localizado na cidade de Lambayeque, capital da província e  departamento homônimos. Após alguns anos sem atividade e fora de combate, foi reestruturado no início de 2015 para ficar à disposição do Club Juan Aurich para que disputasse suas partidas como local na Primeira Divisão. O local volta a ter jogos de futebol profissional após catorze anos, com a última partida tendo sido realizada em 2001.

## Estrutura
Possui gramado natural e capacidade para 7000 espectadores, distribuídos em duas arquibancadas: nascente e poente. Atende às expectativas do ADFP, que exige capacidade mínima de 5.000 espectadores. Foi reinaugurado em partida oficial válida pela quinta rodada do Torneio Apertura de 2015 entre as equipes do Juan Aurich e da Universidad San Martín, com os locais saindo com o triunfo pelo placar mínimo.